# 僧祇戸
僧祇戸（そうぎこ）は、中国・北魏朝に創設された制度であり、時の沙門統であった曇曜が始めたものである。

## 沿革
事の起こりは、北魏が山東を制圧して版図に入れた時に始まる。北魏は、征服民を「平斉戸」（へいせいこ）と称し、都の大同近郊に新設した「平斉郡」に強制移住させた。当然、平斉郡の平斉戸の統治は、反発が激しく難渋を極めた。
沙門統の曇曜は、その様を見て、自らの官曹である「昭玄曹」（しょうげんそう、僧曹）の管轄下に編入することを、自ら上奏して求めた。それと同時に、この制度を、その他の諸州郡にも拡大する勅許を得た。こうして、毎年粟60石を昭玄曹に納める民戸を「僧祇戸」と称し、その粟を「僧祇粟」（そうぎぞく）と呼んだ。
こうして徴収された僧祇粟は、凶作の年のための備蓄穀物として貯えられ、平時には貧窮した人民に貸し付けられた。貸し付けには利息が付されたので、国家にとっては利殖の意味も持つようになった。僧祇戸は全版図にわたって増加傾向を示し、豊年も続いたので、僧祇粟には余剰分が生じ、それを仏教事業に充てることが許可された。
その一方で、僧官や地方の豪族・官員らが結託し、私利に当てる弊風も広がり、貧民は搾取されるようになり、その弊害が上訴されることも度々という様になった。また、同じく勅許によって曇曜が創始した「仏図戸」と一緒に、北魏の仏教教団の隆盛のための礎となった。
六鎮の乱以後、北魏朝が瓦解すると、この制度も衰退した。但し、辺境地域である敦煌のような地方では、唐代までその名残りが存続していたことが、敦煌文献等によって知られる。